# Lignes de bus Grand Paris Seine Ouest
Les lignes de bus Grand Paris Seine Ouest désignent les lignes d'autobus de l'établissement public territorial Grand Paris Seine Ouest co-financées par Île-de-France Mobilités.

## Histoire
Le Chavilbus voit le jour le 6 mai 1981.
Le 21 décembre 2004, lors de la cessation d'activités des cars Gaubert, le réseau est repris par Connex SALG. L'année suivante, la qualité des deux circuits sont améliorés par l'intégration du transport scolaire dans le Chavilbus. Le circuit Rouge voit ses fréquences renforcées aux heures de pointe à 25 minutes et la mise en place d'autobus de grande capacité à cette même période. Les circuits sont modifiés afin de répondre au demande des usagers.
Le 1er février 2007, la société CSTA-Keolis, qui deviendra Keolis Yvelines le 1er février 2008, reprend l'exploitation du Chavilbus à Connex.
Le 20 juillet 2007, le réseau se voit équipé d'une nouvelle flotte de bus dont les trois véhicules respectent les dernières préconisations européennes. Par ailleurs, le terminus du circuit Rouge est reporté à la gare de Chaville-Rive-Droite.
À compter du 24 août 2015, le réseau bénéficie d'un important renforcement :
- le circuit Bleu emprunte un nouvel itinéraire dans le circuit Alby - Komitas permettant un second passage plus rapide vers la gare de Chaville-Rive-Droite. De plus, l'amplitude horaire du soir est allongée en semaine de trente minutes avec un dernier passage à 19 h 48 ;
- le circuit Rouge voit sa fréquence cadencée avec un bus toutes les trente minutes pour une meilleure lisibilité de la grille horaires. Son amplitude horaires est élargie en semaine avec un départ d'une demi-heure plus tôt, soit 6 h, et d'un dernier départ d'une heure plus tard le soir, soit 20 h 55. Enfin, le circuit abandonne le crochet par le cours De Gaulle ;
- un circuit unique est mis en place le samedi et l'été avec la fusion des deux circuits. De plus, la fréquence est cadencée avec un bus tous les 45 minutes. Enfin, un service l'après-midi est créé.

Le 1er janvier 2016, l'établissement public territorial Grand Paris Seine Ouest est créé et succède aux différentes intercommunalités existantes et a repris le statut d'autorité organisatrice de proximité.
Vers la fin des années 2010, l'exploitation du Chavilbus est reprise par LCJ Autocars/SAVAC tandis que MobiCité reprend la ligne 469 à Transdev Nanterre. En août 2019, MobiCité exploite la nouvelle ligne 526, remplaçant la Navette Monastère qui, elle-même, constituait une ligne affrétée du réseau de bus RATP.
Le 24 avril 2023, les lignes 526 et Chavilbus Nord fusionnent pour devenir la ligne GPSO Bus tandis que le Chavilbus Sud devient le Chavilbus ; la ligne 469 est simplifiée avec un itinéraire unique.
Le 5 janvier 2024, la SAVAC absorbe sa filiale LCJ Autocars.
Le 1er septembre 2025, l'ensemble des lignes seront exploitées par Origami, filiale de RATP Cap Île-de-France ; le contrat est d'une durée de neuf ans.

## Les lignes

### GPSO Bus
| Ligne    | Caractéristiques | Caractéristiques                                         | Caractéristiques                                         | Caractéristiques                                         | Caractéristiques                                         | Caractéristiques                                         | Caractéristiques                                         | Caractéristiques                                         | Caractéristiques                                         |
| GPSO Bus | Ville-d'Avray - Monastère ⥋ Gare de Chaville-Rive-Droite | Ville-d'Avray - Monastère ⥋ Gare de Chaville-Rive-Droite | Ville-d'Avray - Monastère ⥋ Gare de Chaville-Rive-Droite | Ville-d'Avray - Monastère ⥋ Gare de Chaville-Rive-Droite | Ville-d'Avray - Monastère ⥋ Gare de Chaville-Rive-Droite | Ville-d'Avray - Monastère ⥋ Gare de Chaville-Rive-Droite | Ville-d'Avray - Monastère ⥋ Gare de Chaville-Rive-Droite | Ville-d'Avray - Monastère ⥋ Gare de Chaville-Rive-Droite | Ville-d'Avray - Monastère ⥋ Gare de Chaville-Rive-Droite |
| -------- | --- | -------------------------------------------------------- | -------------------------------------------------------- | -------------------------------------------------------- | -------------------------------------------------------- | -------------------------------------------------------- | -------------------------------------------------------- | -------------------------------------------------------- | -------------------------------------------------------- |
| GPSO Bus | Ouverture / Fermeture 24 avril 2023 / — | Longueur —                                               | Durée 30 min                                             | Nb. d’arrêts 24                                          | Matériel Bluebus 22                                      | Jours de fonctionnement L, Ma, Me, J, V, S               | Jour / Soir / Nuit / Fêtes O / N / N / N                 | Voy. / an —                                              | Exploitant SAVAC                                         |
| GPSO Bus | Desserte : - Ville et lieux desservis : Ville-d'Avray (Collège La Fontaine du Roy, Église Saint-Nicolas-et-Saint-Marc, Mairie, IUT de Ville-d'Avray), Sèvres et Chaville (Forêt de Fausses-Reposes, Institut Saint-Thomas de Villeneuve, Mairie, Marché, Paroisse catholique Notre-Dame de Lourdes, Gymnase Alphonse-Halimi, Conservatoire municipal et Atrium) - Gare desservie : Sèvres - Ville-d'Avray et Chaville Rive Droite                                |                                                          |                                                          |                                                          |                                                          |                                                          |                                                          |                                                          |                                                          |
| GPSO Bus | Autre : - Zone traversée : 3 - Arrêts non accessible aux UFR : Côte d'Argent et Belvédère de la Ronce vers Monastère, Monesse vers Chaville, Source, Mortes Fontaines et Jonquilles. - Amplitudes horaires : La ligne fonctionne du lundi au vendredi de 6 h 30 à 22 h et le samedi de 7 h à 21 h 5 environ. - Restructuration du 24 avril 2023 : Nouvelle ligne qui remplace le Chavilbus Nord et la ligne 526. - Date de dernière mise à jour : 9 janvier 2024 |                                                          |                                                          |                                                          |                                                          |                                                          |                                                          |                                                          |                                                          |
| GPSO Bus | Dernière actualisation : — |                                                          |                                                          |                                                          |                                                          |                                                          |                                                          |                                                          |                                                          |

### SUBB
Le SUBB, exploité par la RATP, dessert Boulogne-Billancourt.

### Chavilbus
En 2009, les bus ont parcouru 69,907 km et ont transporté 81 212 voyageurs
| Ligne     | Caractéristiques | Caractéristiques                                                     | Caractéristiques                                                     | Caractéristiques                                                     | Caractéristiques                                                     | Caractéristiques                                                     | Caractéristiques                                                     | Caractéristiques                                                     | Caractéristiques                                                     |
| Chavilbus | (Circulaire) Gare de Chaville-Rive-Droite ⥋ via le quartier d'Ursine | (Circulaire) Gare de Chaville-Rive-Droite ⥋ via le quartier d'Ursine | (Circulaire) Gare de Chaville-Rive-Droite ⥋ via le quartier d'Ursine | (Circulaire) Gare de Chaville-Rive-Droite ⥋ via le quartier d'Ursine | (Circulaire) Gare de Chaville-Rive-Droite ⥋ via le quartier d'Ursine | (Circulaire) Gare de Chaville-Rive-Droite ⥋ via le quartier d'Ursine | (Circulaire) Gare de Chaville-Rive-Droite ⥋ via le quartier d'Ursine | (Circulaire) Gare de Chaville-Rive-Droite ⥋ via le quartier d'Ursine | (Circulaire) Gare de Chaville-Rive-Droite ⥋ via le quartier d'Ursine |
| --------- | --- | -------------------------------------------------------------------- | -------------------------------------------------------------------- | -------------------------------------------------------------------- | -------------------------------------------------------------------- | -------------------------------------------------------------------- | -------------------------------------------------------------------- | -------------------------------------------------------------------- | -------------------------------------------------------------------- |
| Chavilbus | Ouverture / Fermeture 6 mai 1981 / — | Longueur 5,3 km                                                      | Durée 15-20 min                                                      | Nb. d’arrêts 14                                                      | Matériel GX 137 L                                                    | Jours de fonctionnement L, Ma, Me, J, V, S                           | Jour / Soir / Nuit / Fêtes O / N / N / N                             | Voy. / an —                                                          | Exploitant SAVAC                                                     |
| Chavilbus | Desserte : - Ville et lieux desservis : Chaville (Forêt de Fausses-Reposes, Collège Jean-Moulin, Institut Saint-Thomas-de-Villeneuve, Parc forestier de la Mare Adam, Gymnase Anatole-France, Gymnase Colette-Besson, Gymnase Léo-Lagrange, Stade Jean-Jaurès, Stade Jean-de-Nève, Étang de l'Ursine, Forêt de Meudon, Centre Val Brisemiche, Église orthodoxe russe Notre-Dame-Souveraine, Étang de Brisemiche et Paroisse catholique Sainte-Bernadette) - Gares desservies : Chaville Rive Droite, Chaville Rive Gauche et Chaville-Vélizy |                                                                      |                                                                      |                                                                      |                                                                      |                                                                      |                                                                      |                                                                      |                                                                      |
| Chavilbus | Autre : - Zone traversée : 3 - Arrêts non accessible aux UFR : Chaville Rive Droite, Collège Jean Moulin et Puits Sans Vin (vers Ursine uniquement) - Amplitudes horaires : Le circuit fonctionne du lundi au vendredi de 6 h 10 à 20 h 50 et le samedi de 6 h 50 à 19 h 50. - Restructuration du 24 avril 2023 : Renommée Chavilbus, l'ancienne boucle sud dessert le quartier du petit bois. - Date de dernière mise à jour : 9 janvier 2024                                                                                               |                                                                      |                                                                      |                                                                      |                                                                      |                                                                      |                                                                      |                                                                      |                                                                      |
| Chavilbus | Dernière actualisation : — |                                                                      |                                                                      |                                                                      |                                                                      |                                                                      |                                                                      |                                                                      |                                                                      |

### TUVIM
Le TUVIM, exploité par la RATP, dessert Issy-les-Moulineaux.

### TIM
Le TIM, exploité par la RATP, dessert Meudon.

### Ligne 469
| Ligne | Caractéristiques | Caractéristiques                                                                                              | Caractéristiques                                                                                              | Caractéristiques                                                                                              | Caractéristiques                                                                                              | Caractéristiques                                                                                              | Caractéristiques                                                                                              | Caractéristiques                                                                                              | Caractéristiques                                                                                              |
| 469   | Ville d'Avray — Porte des Hauts-de-Seine ⥋ Gare de Chaville-Rive-Droite (Hauts de Sèvres à certains services) | Ville d'Avray — Porte des Hauts-de-Seine ⥋ Gare de Chaville-Rive-Droite (Hauts de Sèvres à certains services) | Ville d'Avray — Porte des Hauts-de-Seine ⥋ Gare de Chaville-Rive-Droite (Hauts de Sèvres à certains services) | Ville d'Avray — Porte des Hauts-de-Seine ⥋ Gare de Chaville-Rive-Droite (Hauts de Sèvres à certains services) | Ville d'Avray — Porte des Hauts-de-Seine ⥋ Gare de Chaville-Rive-Droite (Hauts de Sèvres à certains services) | Ville d'Avray — Porte des Hauts-de-Seine ⥋ Gare de Chaville-Rive-Droite (Hauts de Sèvres à certains services) | Ville d'Avray — Porte des Hauts-de-Seine ⥋ Gare de Chaville-Rive-Droite (Hauts de Sèvres à certains services) | Ville d'Avray — Porte des Hauts-de-Seine ⥋ Gare de Chaville-Rive-Droite (Hauts de Sèvres à certains services) | Ville d'Avray — Porte des Hauts-de-Seine ⥋ Gare de Chaville-Rive-Droite (Hauts de Sèvres à certains services) |
| ----- | --- | --- | --- | --- | --- | --- | --- | --- | --- |
| 469   | Ouverture / Fermeture 2 juin 1998 / — | Longueur — | Durée 34 (26) min                                                                                             | Nb. d’arrêts 39 (33)                                                                                          | Matériel GX 127 L GX 137 L                                                                                    | Jours de fonctionnement L, Ma, Me, J, V, S                                                                    | Jour / Soir / Nuit / Fêtes O / O / N / N                                                                      | Voy. / an —                                                                                                   | Exploitant MobiCité                                                                                           |
| 469   | Desserte : - Villes et lieux desservis : Chaville (Mairie), Sèvres (Bibliothèque, Médiathèque, Lycée Jean-Pierre-Vernant, Square Madame-de-Pompadour, Collège Charles-de-Gaulle, Marché, Église Saint-Romain, Centre international d'études pédagogiques, Piscine, Parc de Brimborion, Stade des Fontaines, Cimetière, Postillons des Bruyères, Forêt de Meudon, Déchetterie et Stade Jean-Wagner) et Ville-d'Avray (Forêt de Fausses-Reposes, Étangs, Centre commercial de la Ronce et l'I.U.T.) - Gares desservies : Sèvres - Ville-d'Avray, Sèvres-Rive-Gauche et Chaville-Rive-Droite | | | | | | | | |
| 469   | Autre : - Zone traversée : 3 - Arrêts non accessibles aux UFR : — - Amplitudes horaires : La ligne est en service du lundi au vendredi de 5 h 25 à 22 h 35 et le samedi de 5 h 55 à 22 h 40. - Particularités : Il existe des services partiels du lundi au vendredi ne desservant pas le tronçon entre Hauts de Sèvres et la gare de Chaville-Rive-Droite. - Restructuration du 24 avril 2023 : Ligne renforcée et suppression du service partiel à la gare de Sèvres - Ville d'Avray. - Date de dernière mise à jour : 30 avril 2023                                                    | | | | | | | | |
| 469   | Dernière actualisation : — | | | | | | | | |

## Exploitation

### Entreprise exploitante
Jusqu'au 31 août 2025 les lignes SUBB, TUVIM et TIM sont assurées par le Régie autonome des transports parisiens (RATP) tandis que le Chavilbus et le GSPO Bus sont exploités par la SAVAC et la ligne 469 est assurée par MobiCité, une filiale de RATP Cap Île-de-France.
Au 1er septembre 2025, l'unique exploitant sera Origami, filiale de RATP Cap Île-de-France.

### Matériel roulant
Les véhicules des lignes RATP sont repris sur l'article réseau de bus RATP, ceux de la SAVAC et de MobiCité sont repris ici.

#### Midibus
| Constructeur | Modèle   | Nombre | Numéros de coquille                          | Période de mise en service | Affectation                      | Observation                         |
| ------------ | -------- | ------ | -------------------------------------------- | -------------------------- | -------------------------------- | ----------------------------------- |
| Heuliez Bus  | GX 127 L | 3      | 11465, 11467, 11469 (MobiCité)               | 2007 et 2011               | 469                              | Ex-Aléo (Moulins), arrivés en 2020. |
| Heuliez Bus  | GX 137 L | 7      | 20010-20015 (MobiCité) 1 sans numéro (SAVAC) | 2015, 2017-2019            | 469 (MobiCité) Chavilbus (SAVAC) | —                                   |

#### Minibus
| Constructeur | Modèle     | Nombre | Numéros de coquille                            | Période de mise en service | Affectation      | Observation |
| ------------ | ---------- | ------ | ---------------------------------------------- | -------------------------- | ---------------- | ----------- |
| Bolloré      | Bluebus 22 | 2      | 1 sans numéro (MobiCité) 1 sans numéro (SAVAC) | 2019-2020                  | GPSO Bus (SAVAC) | —           |

### Historique du parc du Chavilbus
Le circuit Bleu du Chavilbus a été équipé de véhicules à plancher surbaissé à partir du 1er octobre 1999.
En juillet 2007, le parc du Chavilbus alors nouvellement exploité par CSTA est remis à neuf avec la mise en service de trois véhicules : un GX 127 L (no 28) pour la ligne Rouge aidé d'un Citelis 12 (no 27) pour les heures de pointe, et un GX 127 (no 29) pour la ligne Bleue. Les véhicules arborent une livrée spécifique au réseau Chavilbus avec des schémas de la commune et l'emblème de Chaville : le muguet.
En juin 2011, le parc du Chavilbus est à nouveau renouvelé avec la mise en service de trois véhicules remplaçant ceux achetés en 2007 : un GX 127 L (no 35) pour la ligne Rouge aidé d'un Citaro C1.2 Facelift (no 33) pour les heures de pointe, et un GX 127 (no 34) pour la ligne Bleue. Les anciens véhicules retrouvent d'autres affectations : le Citelis 12 (no 27) part chez l'exploitant Keolis Vélizy, le GX 127 L (no 28) part chez l'exploitant Keolis Seine Val-de-Marne, et le GX 127 (no 29) est gardé pour assurer la réserve sur les deux lignes du Chavilbus. Aucune livrée n'est installée sur les nouveaux véhicules, celle restant sur le GX 127 (no 29) étant supprimée.
En septembre 2013, les horaires renforcés aux heures de pointe sur la ligne Rouge du Chavilbus sont supprimés. Le Citaro C1.2 Facelift est alors écarté du Chavilbus et réutilisé pour les navettes de remplacement SNCF assurées par Keolis Yvelines ; il est, par la même occasion, renuméroté (no S24).
En septembre 2016, le parc du Chavilbus est une fois de plus renouvelé avec la mise en service de deux véhicules remplaçant ceux achetés en 2011 : un GX 137 L (no 40) pour la ligne Rouge, et un City 23 (no 41) pour la ligne Bleue. Les anciens véhicules retrouvent d'autres affectations : le GX 127 (no 34) rejoint son prédécesseur le GX 127 (no 29) pour assurer la réserve des lignes Chavilbus mais aussi des lignes du réseau de bus Phébus de Saint-Cyr-l'École. Le GX 127 L (no 35) est garé en attente de revente.
En janvier 2017, les véhicules no 40 et no 41 reçoivent la livrée GPSO avec des images de la commune de Chaville et la mention GPSO agit pour l'environnement - Votre Chavilbus Euro 6.

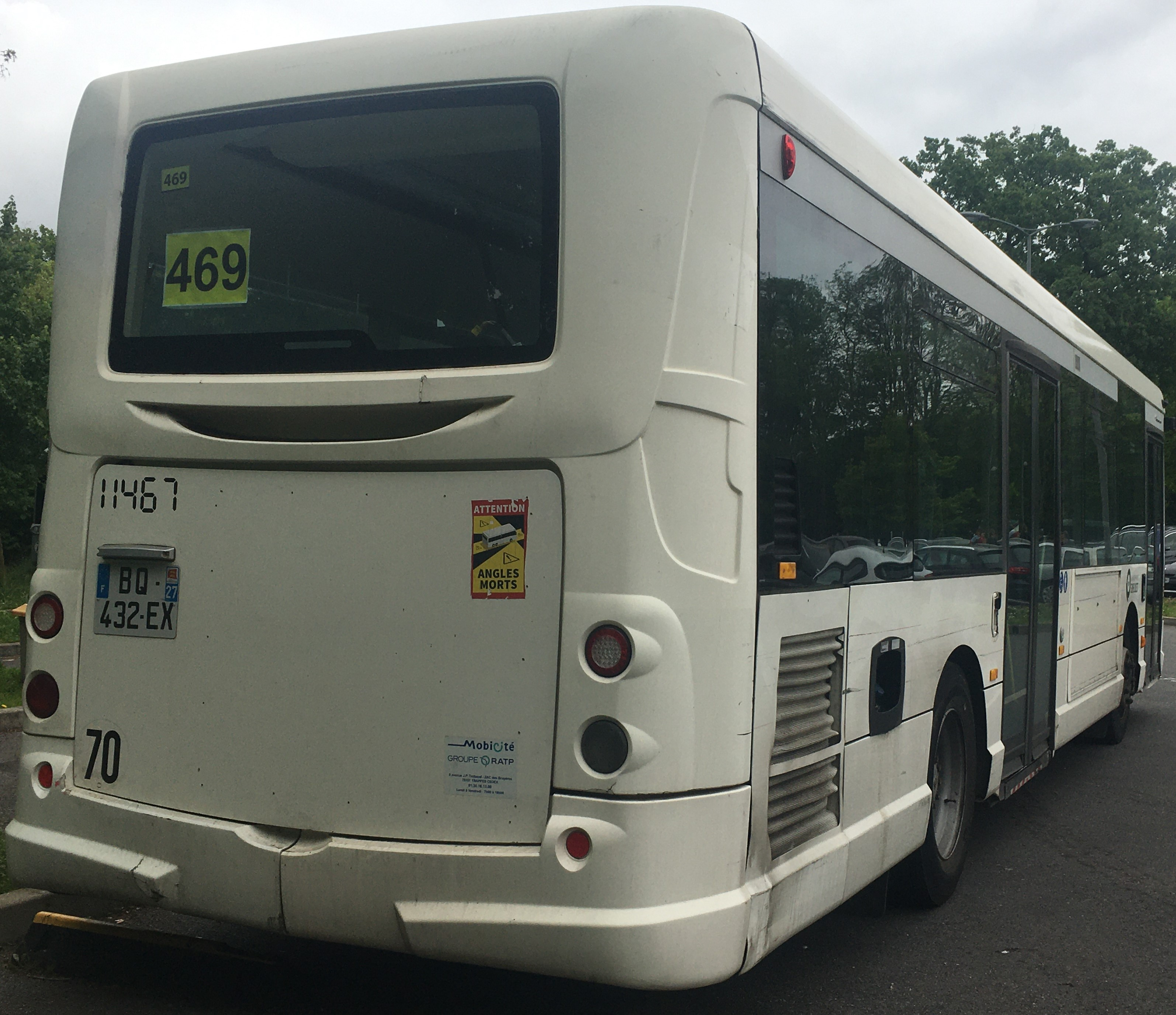
Heuliez GX 127 L n°11467 sur la ligne 469 du réseau Grand Paris Seine Ouest (ex-Traverciel), garé à un parking du Complèxe Sportif de Marcel Bec, à Meudon.

Le Chavilbus possède en 2022 un GX 137 L livrée IDFM et un Bluebus 22 également en livrée IDFM.

### Dépôt
Le dépôt a pour mission d'assurer l'entretien préventif et curatif du matériel. L'entretien curatif ou correctif a lieu quand une panne ou un dysfonctionnement est signalé par un machiniste. Chaque opérateur utilise ses propres installations.

### Information voyageurs
À la suite de la modernisation du réseau, de nouveaux écrans ont été installés dans les véhicules du Chavilbus, complétés par des annonces sonores afin de faciliter les déplacements des voyageurs. Les temps d'arrivée aux prochains arrêts y sont affichés, de même que les correspondances avec les trains aux différentes gares de Chaville.
Tous les potelets d'arrêts ont été remplacés pour une meilleure image du réseau et ainsi faciliter leur localisation. Certaines bornes situées aux points les plus fréquentés indiquent le temps d'attente des prochains passages.
Depuis octobre 2015, ZenBus, un service gratuit à tout moment, a été mis à disposition du public, conçu par la société JOUL. Téléchargeable sur smartphone et Internet, il permet aux voyageurs de suivre la position du bus en temps réel dans les rues de la commune, via un système de géolocalisation des véhicules, afin d'optimiser le trajet des usagers et de faciliter leurs déplacements.

### Tarification et financement
La tarification des lignes d'autobus d'Île-de-France est unifiée et accessible avec les mêmes abonnements. Un ticket « bus-tram », qui remplace le ticket t+ au 1er janvier 2025, permet un trajet simple quelle que soit la distance, avec une ou plusieurs correspondances possibles avec les autres lignes de bus et de tramway pendant une durée maximale de 1 h 30 entre la première et dernière validation. En revanche, un ticket validé dans un bus ne permet pas d'emprunter le métro, ni le Transilien et le RER. Les lignes Orlybus et Roissybus, assurant de façon directe les dessertes aéroportuaires via autoroute, disposent d'une tarification spécifique mais sont accessibles avec les abonnements habituels.
Les tarifs des billets et abonnements dont le montant est limité par décision politique ne couvrent pas les frais réels de transport. Le manque à gagner est compensé par l'autorité organisatrice, Île-de-France Mobilités, présidée depuis 2005 par le président du conseil régional d'Île-de-France et composé d'élus locaux. Elle définit les conditions générales d'exploitation ainsi que la durée et la fréquence des services. L'équilibre financier du fonctionnement est assuré par une dotation globale annuelle aux transporteurs de la région grâce au versement mobilité payé par les entreprises et aux contributions des collectivités publiques.

## Mobilier urbain
Afin d'améliorer l'image du réseau Chavilbus, de nouveaux potelets sont progressivement installés sur l'ensemble du réseau en 2016. Ceux-ci auront une meilleure lisibilité des informations horaires et certaines bornes afficheront le temps d'attente avant le passage des prochains véhicules.